# Rue Blondel
Pour les articles homonymes, voir Blondel.
La rue Blondel, située dans les 2e et 3e arrondissements de Paris.

## Origine du nom
Elle doit son nom à la proximité de la porte Saint-Denis, construite en 1672 par François Blondel.

## Historique
Cette rue est historiquement un haut lieu de la prostitution parisienne.
Cette rue est un ancien chemin qui longeait les remparts de l'enceinte de Charles V ; elle est appelée « rue des Deux-Portes » au XVIe siècle, puis « rue Neuve-Saint-Denis » en 1655 et prend son nom actuel par décret du 24 août 1864.

## Bâtiments remarquables et lieux de mémoire

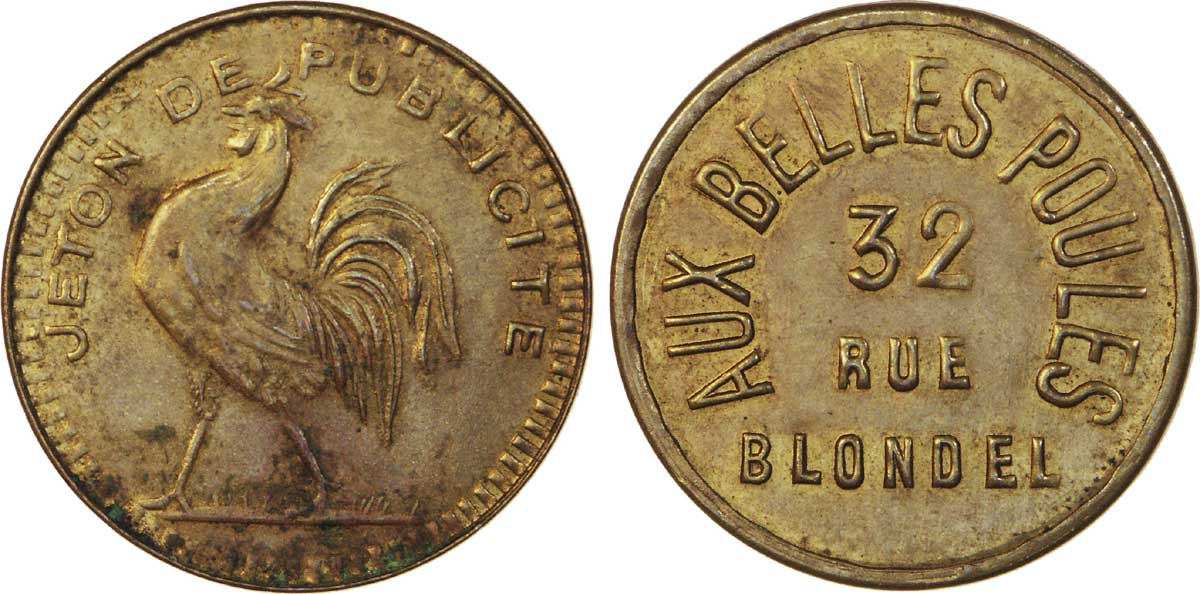
Avers et revers d'un jeton de la maison close Aux Belles Poules.

- No 16 : l'ancienne maison close Au Moulin, dont la façade du rez-de-chaussée de style Art nouveau est aujourd'hui disparue.
- No 23 : immeuble du XVIIIe siècle, en pierre de taille, comportant une belle horloge. Une devanture raffinée en bois peint clôt l'ancienne cour. C'est, ici aussi, l'adresse d'une ancienne maison close, comme en témoigne le « gros numéro » au-dessus de la porte qui signalait ce type d'établissement, et que l'on peut aussi observer sur plusieurs immeubles du quartier.
- No 32 : l'ancienne maison close Aux Belles Poules, inaugurée en 1921, à la façade entièrement recouverte d'un décor de carreaux cassés des années 1930 (le rouge dominant au rez-de-chaussée), dont le vestibule, l'escalier et le décor intérieur sont protégés au titre des monuments historiques. L'intérieur, visitable par le public avec des explications, est également décoré de céramique des années 1920, représentant des thèmes érotiques[2].

### Musique
Cette rue est évoquée dans une chanson de Georges Brassens, Le Pornographe : « S'il vous plaît de chanter les fleurs, qu'elles poussent au moins rue Blondel, dans un bordel. » Ce passage de la chanson fait allusion à la maison de passe nommée Aux Belles Poules.
Le chanteur Boris Santeff lui a consacré un titre sur son album sorti en 1977.
Cette référence apparait également de la chanson de Booba, Turfu : « T'as ton studio rue d'Blondel, j'ai le mien à Fort Lauderdale. »

### Cinéma
Elle est également citée dans Le Grand Pardon 2 d'Alexandre Arcady : « Oui, mais aussi Raymond Bettoun l'ancien exploiteur des filles de la rue Blondel, le plus grand proxénète de France. »

## Pour approfondir